# Tessa Gobbo
Tessa Gobbo, född 8 december 1990 i Keene i New Hampshire, är en amerikansk roddare.
Gobbo blev olympisk guldmedaljör i åtta med styrman vid sommarspelen 2016 i Rio de Janeiro.